# آرون آبرامز
آرون آبرامز (انگلیسی: Aaron Abrams؛ زادهٔ ۱۲ مهٔ ۱۹۷۸) فیلم‌نامه‌نویس، تهیه‌کننده فیلم، بازیگر، بازیگر سینما، و بازیگر تلویزیون اهل کانادا است. وی از سال ۲۰۰۳ میلادی تاکنون مشغول فعالیت بوده‌است.
از فیلم‌ها یا برنامه‌های تلویزیونی که وی در آن نقش داشته‌است می‌توان به پلیسهای تازهکار، این والس از آن تو، بزرگنمایی، مرد سیندرلایی، هانیبال، کارشناسان سکس، رگرسیون، و هیولای کمد اشاره کرد.